# Snorre W. Ruch
Snorre Westvold Ruch (Trondheim, Norveška, 21. siječnja 1972.) poznatiji kao Blackthorn, Pedophagia, Ferbander F. Flux i S.W. Krupp, je norveški black metal glazbenik, skladatelj, pjevač, producent, grafički dizajner i fotograf. 

## Životopis
Godine 1989. Ruch je osnovao sastav Stigma Diabolicum, gdjeje svirao s Bårdom "Faust" Eithunom iz skupine Emperor i Mariusom Voldom s Arcturusa. Sastav je promijenio ime u Thorns 1990. Godine 1991. Snimljen je prvi demoalbum sastava Grymryk, a godinu kasnije drugi Trøndertun. Iste godine sastav se raspao, a Faust se pridružio sastavu Emperor. Iste godine Ruch se pridružio sastavu Mayhem kao gitarist i također reaktivao je Thornsa. 
Ruch je suraiđao s Necrobutcherom, Euronymousom i Hellhammerom kao skladatelj na albumu De Mysteriis Dom Sathanas Mayhema, koji je objavljen 1994. Prije godine, Mayhem se raspao zbog smrti osnivača Øysteina "Euronymous" Aarsetha. Godine 1994. Snorre je osuđen na 8 godina zatvora zbog "suučesništva u ubojstvu" Euronymousa, kojeg je ubio Varg Vikernes.
Godine 2001. objavljen je prvi i tada jedini istoimeni studijski album Thornsa. S Ruchomje  također surviđao Bjørn "Aldrahn" Dencker iz Dødheimsgarda i kao dodatni glazbenici Hellhammer iz Mayhema i Satyr iz Satyricona. Diskografska kuća Satyra, Moonfog Productions objavila je ovaj album. 
Osim glazbe, Ruch također radi kao fotograf i grafički dizajner. Bio je autor naslovnica albuma sastava kao što Darkthrone, Satyricon i Arcturus. Kao grafički dizajner radi pod pseudonimom Ferbander F. Flux.

## Diskografija
Stigma Diabolicum
- Luna de nocturnus (1989.)
- Lacus de luna (1990.)

Thorns
- Grymyrk (1991.)
- Trøndertun (1992.)
- The Thule Tape (1992.)
- Thorns vs. Emperor (1999.)
- Thorns (2001.)

Gostavnja
- Satyricon – Rebel Extravaganza (1999.)
- Satyricon – My Skin Is Cold (2008.)
- Satyricon – The Age of Nero (2008.)